# Zoques
Els zoques són un poble indígena que habita als estats de Chiapas, Oaxaca i Tabasco i són propers cultural, geogràfica i lingüísticament als mixes i popoluques. Els zoques de Chiapas es diuen a si mateixos O'depüt, gent de paraula. En canvi, els zoques de Chimalapas s'anomenen Angpøn, que
significa els que parlen la llengua; mentre que la forma usada per a la seva llengua és la d'anepaan, que originalment significava “gent industriosa”, sentit que actualment ha desaparegut.

## Població i localització
Aquest grup ètnic està constituït per 100,348 persones, segons el cens de l'any 2000. El terratrèmol de març de 1982 i l'erupció del Chichonal van afectar profundament l'àrea zoque i van provocar la reubicació de gairebé 12.000 zoques en altres zones de l'estat de Chiapas. D'aquesta forma avui dia els zoques habiten en les seves comunitats tradicionals, però també en altres assentaments de recent relocalització i en uns altres tradicionalment zoques que avui dia han perdut una gran part de la seva població zoque.
L'àrea tradicional zoque comprèn la part nord-oest de Chiapas, principalment als municipis de Tapalapa, Amatán, Copainalá, Chapultenango, Francisco León, Ixhuatán, Ixtacomitán, Jitotol, Ocotepec, Ostuacán, Pantepec, Rayón, Totolapa, Tapilula, Tecpatán, Coapilla, Acala, Blanca rosa i Ocozocoautla. També habitaven en el nord de l'istme de Tehuantepec, a l'estat d'Oaxaca.
Al sud de Tabasco, es localitzen en els municipis de Tacotalpa i Huimanguillo. En aquest últim municipi, es troba la zona arqueològica de Malpasito, el qual és l'únic jaciment arqueològic zoque obert al públic.
L'àrea de recent colonització zoque és molt més dispersa, en els municipis d'Ixtacomitán, Juárez, Pichucalco, Chiapa de Corzo, Acala i Ocosingo. Finalment, l'àrea amb una altra presència, històrica o poblacional, de població zoque es compon dels municipis de Solosuchiapa, Amatán, Reforma, Coapilla, Ixtapangajoya, Pueblo Nuevo Solistahuacán, Tuxtla Gutiérrez, Chicoasén, Cintalapa, Jiquipilas, Ocozocoautla, San Fernando, Simojovel i Huitiupán.

## Història

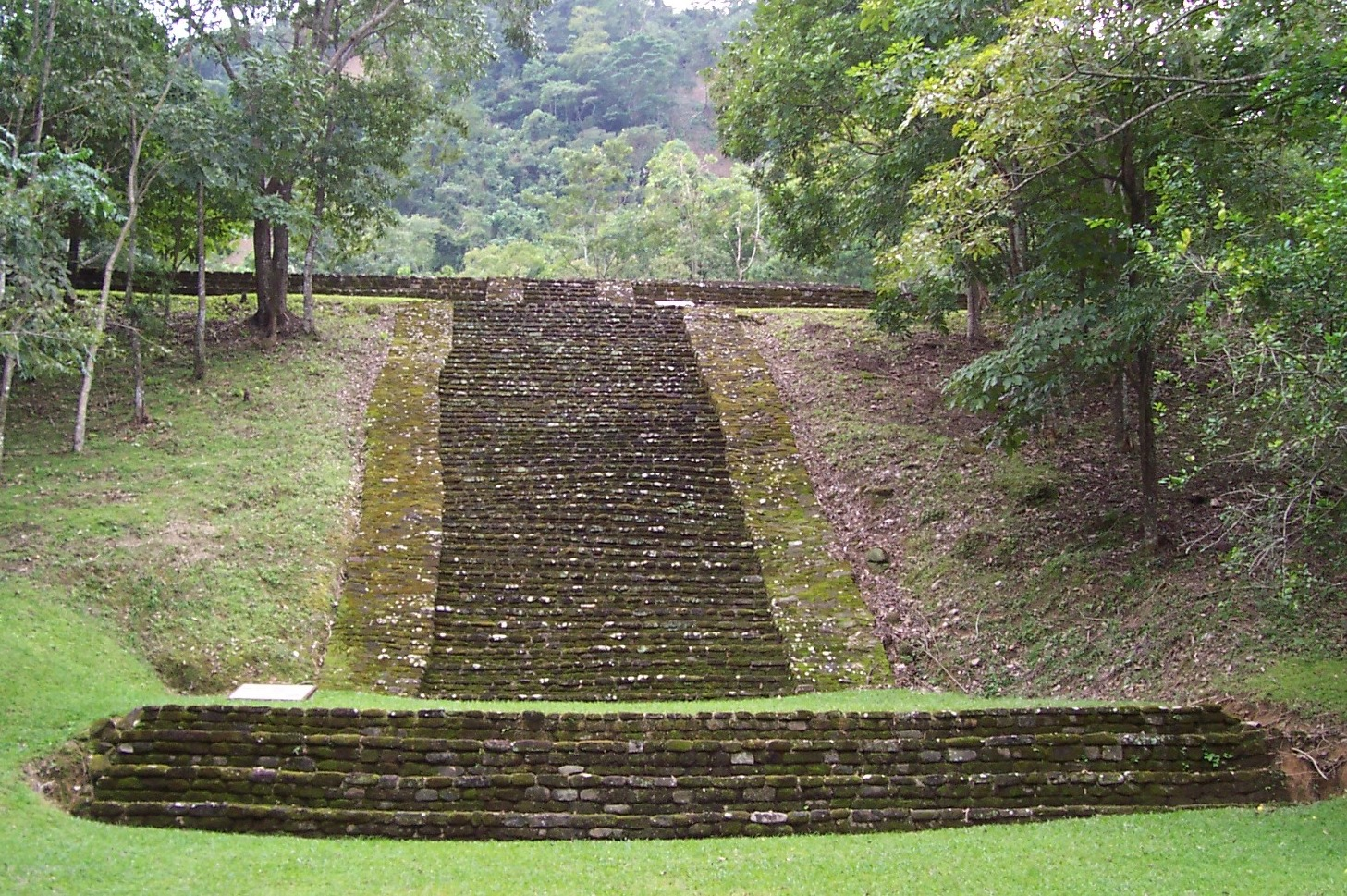
Zona arqueològica de Malpasito en el municipi d'Huimanguillo, Tabasco. Única zona arqueològica zoque oberta al públic.

S'han trobat evidències d'ocupació preceràmica en la depressió central de Chiapas que daten al voltant de l'any 3500 aC. Els pobles que van deixar aquestes restes eren caçadors, pescadors i recol·lectors nòmades.
El 17 de maig de 2010 arqueòlegs al sud de Mèxic van anunciar que havien descobert la tomba d'un dignatari dins d'una piràmide que podria ser el tipus més antic d'enterrament descobert a Mesoamèrica. La tomba data de fa uns 2.700 anys.
Aquesta tomba va ser construïda pels indígenes zoques a Chiapa de Corzo, al sud de Chiapas. Pot ser uns mil anys més antiga que la tomba piràmide més conegut del governant maia Pakal a la zona arqueològica de Palenque, també a Chiapas. Les cultures prehispàniques construïen piràmides principalment com a representacions dels nivells que van des de l'inframón cap al cel.
Els arqueòlegs van començar a excavar al monticle piramidal l'abril amb la finalitat d'estudiar l'estructura interna quan van descobrir un mur les pedres acabades que semblaven mirar cap a dins. Més tard es van descobrir una cambra de 13x9 peus en una cambra de 19x22 peus per sota del que havia estat el pic de la piràmide.
El lloc d'enterrament acollia un home mort al voltant dels 50 anys que va ser enterrat amb jade i ambre collarets i polseres, pirita i obsidiana, juntament amb adorns de perles i atuells de ceràmica. Tenia la cara coberta amb una màscara funerària amb ulls d'obsidiana. Els adorns i alguns dels 15 atuells de ceràmica trobats a la tomba mostren influències de la cultura olmeca, considerada la "cultura mare" de la regió. La tomba propera d'una dona, també de 50 anys, contenia adorns similars.
Les prefectures zoques anteriors a l'arribada dels espanyols seguien el patró de relació dominant en el qual les més febles eren tributàries de les més fortes. L'àrea d'expansió dels zoques en l'època precolombina va comprendre la costa de Chiapas fins a Guatemala, l'Istme de Tehuantepec, el sud de Veracruz, el sud-oest de Tabasco i el centre nord-occidental de *Chiapas. Posteriorment, incursions de grups maies, zapoteca i chiapaneca van reduir el seu territori i els van sotmetre al pagament de tribut. Cap a 1484 els asteques van consolidar la conquesta de Chiapas, raó per la qual els zoques del centre i de l'occident de l'estat van començar a pagar-los tribut. L'arribada dels conqueridors espanyols al segle xvi va reduir encara més el territori zoque i va augmentar la suma dels seus tributs.
Els zoques actuals suposadament descendeixen dels olmeques que van emigrar a Chiapas i Oaxaca, on es van establir en la seva majoria. En l'època prehispànica, els zoques habitaven una àmplia zona de Chiapas, estenent-se fins a l'Istme de Tehuantepec i part de l'estat de Tabasco. La capital d'una de les principals tribus zoques era Quechula, actualment sota les aigües de la presa de Malpaso. La casta guerrera va tenir com a capital Janepaguay a les valls d'Ocozocuautla i La Ciénega. En el desaparegut municipi de Francisco León (enterrat per l'erupció del volcà Chichonal) es troben les ruïnes de Gualeguas, antiga ciutat zoque. Una altra prefectura zoque es va assentar en l'actual Cunduacán, Tabasco.
Van tenir bons tractes socials i comercials amb els mexica, la qual cosa va ajudar a la prosperitat econòmica de la seva cultura en Chiapas. No obstant això, en 1484 van ser envaïts i sotmesos pels asteques, durant el regnat d'Ahuízotl, obligant-los a rendir tribut.
La conquesta espanyola del territori zoque es va iniciar en 1523, encapçalada per Luis Marín. S'estableix el repartiment dels zoques entre els ordinaris, obligant-los al treball forçat i a rendir tributs excessius. Les malalties, l'explotació i condicions de misèria en les quals vivien van originar incidents de rebel·lió que van ser sufocats per les tropes dels colonitzadors.
Amb la independència, la situació dels zoques no va millorar, ja que van seguir sent explotats pels mestíss i criolls. Moltes de les lleis de reforma del segle xix van fomentar la concentració de la terra en mans d'una classe de grans propietaris que van mantenir als indis en condicions de servitud en les grans hisendes. La recomposició de l'estat mexicà en estats federats va contribuir a més a la fragmentació ètnica, i l'ètnia zoque va ser una de les fragmentades per la divisió polític territorial en dividir-la entre els estats de Chiapas, Tabasco, Oaxaca i deixar als zoque-popoluca en l'estat de Veracruz.
El clima de violència i inestabilitat política de principis del segle XX també va afectar l'ètnia zoque, encara que més tard el posterior procés agrari i les polítiques educatives amb caràcter integracionista instrumentades per l'estat van afavorir el seu desenvolupament. Va ser fins a 1922 quan se'ls va dotar d'ejidos i van millorar una mica les seves condicions de vida, però el període postrevolucionari va suposar l'intent d''integració' dels indis en la societat i cultura mexicanes, la qual cosa va disminuir el nombre de parlants de la llengua zoque.

## Economia
Igual que els altres grups, l'agricultura és la principal activitat econòmica. La producció és molt variada, d'acord amb les característiques orogràfiques de les zones. Conreen en general, blat de moro, fesol, xili i carabassa. Els cultius comercials són el cafè, cacau, pebre, plàtan, mamey, anona i guaiaba. Les terres són de baixa qualitat, per la qual cosa la producció és escassa. Crien porcs i ocells de corral en petites quantitats com a complement per a la seva alimentació. No obstant això, l'àrea natural on viuen els zoques és molt rica en recursos naturals: s'hi situen tres de les més importants preses hidroelèctriques de l'estat de Chiapas (Malpaso, Peñitas i Chicoasén) i l'àrea és rica en hidrocarburs.